# Dansk Sundhedsinstitut
Dansk Sundhedsinstitut, fork. DSI og tidligere Institut for Sundhedsvæsen, var en selvejende institution, der beskæftigede sig med forskning, udredning og rådgivning om det danske sundhedsvæsen.
Dets funktioner er gennem flere sammenlægninger nu foretaget af VIVE - Det Nationale Forsknings- og Analysecenter for Velfærd.
Instituttet blev grundlagt i 1975 som Dansk Sygehus Institut og havde som formål at bidrage til at forbedre grundlaget for løsningen af opgaverne indenfor driften af det danske sundhedsvæsen, bl.a. organisation og ledelse, planlægning, kvalitetsudvikling, sundhedsinformatik samt analyser af produktivitet og effektivitet.[kilde mangler]
Dansk Sundhedsinstitut beskæftigede ca. 50 ansatte. Driften finansieredes bl.a. af Det Kommunale Momsfond og andre offentlige samt private fonde.[kilde mangler]
Direktør var Jes Søgaard.
I 2012 blev DSI lagt sammen med KREVI og Anvendt KommunalForskning til KORA, Det Nationale Institut for Kommuners og Regioners Analyse og Forskning.[kilde mangler]
KORA blev i 2017 lagt sammen med SFI, der da ændrede navn til VIVE – Det Nationale Forsknings- og Analysecenter for Velfærd.

## Eksempel på udgivelse
- Laura Emdal Navne; Sidsel Vinge; Mille Kjærgaard Thorsen (1. juni 2012), Patientrettet forebyggelse. Et oversigtsnotat over modeller og effekter af indsatser til patienter med KOL, type 2-diabetes og hjertekarsygdom i sygehusregi, Dansk Sundhedsinstitut, ISBN 978-87-7488-725-6, Wikidata  Q103842110